# دل (ورق)

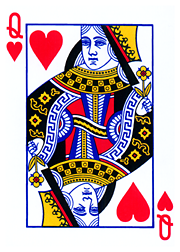
بی‌بی دل

دِل (♥) یا هارتس (به انگلیسی: Hearts) (که در افغانستان نار گفته می‌شود) یکی از چهار خال موجود در ورق‌های بازی است که قلب شکل و قرمز است. 